# سد لوبوگه
سد لوبوگه (به لاتین: Lubuge Dam) یک سد و نیروگاه برقابی در چین است که در Lubugexiang, Luoping County, Qujing, Yunnan/Guizhou واقع شده‌است.